# 푸셴어
푸셴어(중국어 정체자: 莆仙語, 간체자: 莆仙语, 푸셴어 평화자: Pô-sing-gṳ̂, 병음: Púxiānyǔ 푸셴위[*], 한자음: 보선어) 또는 싱화어(중국어 정체자: 興化語, 간체자: 兴化语, 푸셴어 평화자: Hing-hua̍-gṳ̂, 병음: Xīnghuàyǔ 싱화위[*], 한자음: 흥화어)는 중국어 중 민어의 한 방언이다. 푸젠 중화인민공화국 푸젠성(福建省) 중앙의 푸톈시와 셴유현 등에서 통용된다.

## 음운

### 성모
병음은 힝화 로마자 표기 기준이다.
|        |        | 양순음     | 치경음       | 연구개음   | 성문음    |
| ------ | ------ | ---------- | ------------ | ---------- | --------- |
| 비음   | 비음   | m(/m/) 麻  | n(/n/) 掌    | ng(/ŋ/) 雅 |           |
| 파열음 | 무기음 | b(/p/) 巴  | d(/t/) 打    | g(/k/) 家  | ʔ 烏      |
| 파열음 | 유기음 | p(/pʰ/) 彭 | t(/tʰ/) 他   | k(/kʰ/) 卡 |           |
| 마찰음 | 마찰음 |            | s(/ɬ/) 沙    |            | h(/h/) 下 |
| 파찰음 | 무기음 |            | c(/ts/) 渣   |            |           |
| 파찰음 | 유기음 |            | ch(/tsʰ/) 査 |            |           |
| 설측음 | 설측음 |            | l(/l/) 拉    |            |           |

### 운모
힝화 로마자 표기를 기준으로 설명한다.
- 받침은 h와 ng 뿐이다. h는 성문 파열음이다.
- 비모음은 모음 위에 작게 n을 적는다.

## 같이 보기
- 중국어
- 민어